# Міжнародне товариство музичної освіти

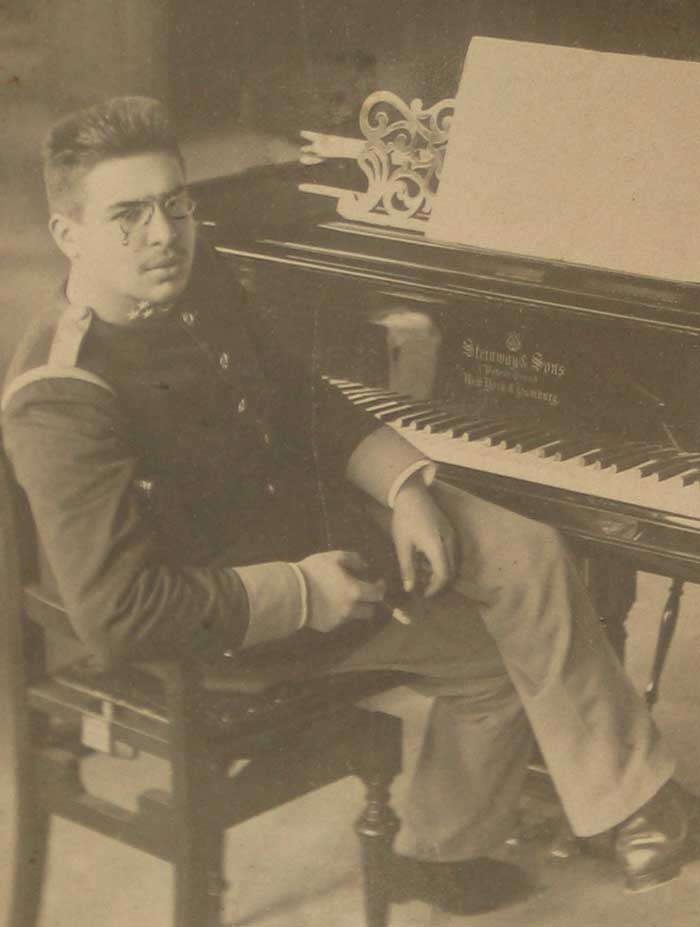
Перший президент ІСМЕ Лео Кестенберг в молодості

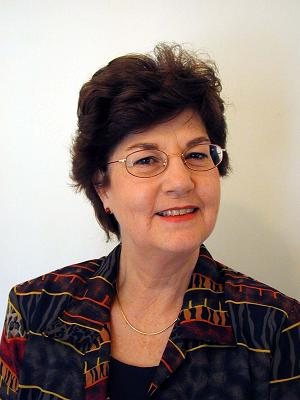
Генеральний секретар ІСМЕ з 2001 р. Джуді Тенелл

Міжнародне товариство музичної освіти (International Society for Music Education або ISME, зустрічається також українська транслітерація — ІСМЕ) — товариство, що є частиною Міжнародної музичної ради ЮНЕСКО. Створене 1953 року на конференції, скликаній з ініціативи ЮНЕСКО з метою стимулювати музичну освіту як невід'ємну частину загальної освіти. ІСМЕ налічує учасників з 80 країн і об'єднує:
- Викладачів раннього музичного виховання
- Музичних працівників дитячих садів
- Викладачів музики в загальноосвітніх школах
- Викладачів музичних шкіл, студій, гуртків
- Викладачів училищ, консерваторій, педагогічних університетів
- Теоретиків і дослідників в галузі музичної освіти
- Методистів та методологів
- Студентів
- Музикантів-виконавців
- Музичних терапевтів

## Керівні органи
Діяльність ІСМЕ координується Міжнародним бюро (в даний час в Австралії). Міжнародне бюро підтримує контакти з членами ІСМЕ, з національними та міжнародними організаціями, з партнерами з області музичної індустрії, серед яких рекламодавці, промоутери, спонсори та інші. Друкований орган ІСМЕ: «International Journal of Music Education».
Починаючи з 1964 р. Генеральна Асамблея збирається регулярно кожні два роки під час Всесвітніх конференцій, які проводяться у різних країнах. Генеральна Асамблея направляє і схвалює політику товариства, призначає президента і членів президії і контролює їх діяльність.
Президія ІСМЕ складається з 13 членів і збирається раз на рік в тому місці, де має відбутися наступна Всесвітня конференція ІСМЕ. Виконавчий комітет складається з президента, кандидата в президенти, попереднього президента і двох рядових членів президії. Виконавчий комітет розробляє стратегічний план і збирається два-три рази на рік.

## Национальные представительства
В ІСМЕ передбачено як індивідуальне, так і групове членство. Частина групових членів отримує від ІСМЕ статус національних представництв. Цей статус дається тільки одній організації в кожній окремо взятій країні. Національні секції Ісмея існують сьогодні в наступних 20 країнах:
- Австралія (Australian Society for Music Education — ASME)
- Австрія (Arbeitsgemeinschaft der Musikerzieher Österreich — Association of Music Teachers in Austria — AGMÖ)
- Бразилія (Associacao Brasileira de Educacao Musical — ABEM)
- Велика Британія (Music Education Council — MEC)
- Греція (Greek Society for Music Education — GSME)
- Ісландія (Íslandsdeild NUMU — NUMU-ISLAND)
- Іспанія (Sociedad para la Educación Musica del Estado Español — SEM-EE)
- Італія (Society for Italian Education in Music — SIEM)
- Канада (Canadian Music Educators Association/L'Association Canadienne Educteurs de Musique — CMEA/ACEM)
- Китай (Music Education Professional Commission of the Chinese Society of Education — MEPCCSE)
- Нідерланди (Gehrels Muziekeducatie — Dutch Association for Music Education — DAME)
- Нова Зеландія (Music Education New Zealand Aotearoa — MENZA/NZSME)
- Норвегія (Norwegian Association of Music Educators — NAME)
- Португалія (Portuguese Association of Music Education — APEM)
- Росія (Российская общенациональная секция ИСМЕ — РОСИСМЕ — Russian Federation Society for Music Education — RussSME)
- США (National Association for Music Education — MENC)
- Угорщина (Hungarian Music Council — HMC)
- Філіппіни (Philippine Society for Music Education — PSME)
- Фінляндія (Suomen Musikkikasvatusseura-Emannantie — FISME)
- Японія (Japanese Society for Music Education — JSME)

## Місця проведення Всесвітніх конференцій ІСМЕ
- I. 1953, Бельгія, Брюссель
- II. 1955, Німеччина, Ліндау (Баварія); Швейцарія, Цюрих
- III. 1958, Данія, Копенгаген
- IV. 1961, Австрія, Відень
- V. 1963, Японія, Токіо
- VI. 1964, Угорщина, Будапешт
- VII. 1966, США, Інтерлочен (Мічиган) ( en: Interlochen, Michigan)
- VIII. 1968, Франція, Діжон
- IX. 1970, СРСР, Москва
- X. 1972, Туніс, Туніс
- XI. 1974, Австралія, Перт
- XII. 1976, Швейцарія, Монтре
- XIII. 1978, Канада, Лондон (Онтаріо)
- XIV. 1980, Польща, Варшава
- XV. 1982, Велика Британія, Бристоль
- XVI. 1984, США, Юджін
- XVII. 1986, Австрія, Інсбрук
- XVIII. 1988, Австралія, Канберра
- XIX. 1990, Фінляндія, Гельсінкі
- XX. 1992, Південна Корея, Сеул
- XXI. 1994, США, Тампа
- XXII. 1996, Нідерланди, Амстердам
- XXIII. 1998, Південно-Африканська Республіка, Преторія
- XXIV. 2000, Канада, Едмонтон
- XXV. 2002, Норвегія, Берген
- XXVI. 2004, Іспанія, Санта-Крус-де-Тенерифе
- XXVII. 2006, Малайзія, Куала-Лумпур
- XXVIII. 2008, Італія, Болонья
- XXIX. 2010, Китай, Пекін

## Почесні президенти ІСМЕ і генеральний секретар
Почесний президент ІСМЕ обирається довічно. Титул зберігається посмертно. Після смерті почесного президента відбудуться вибори наступного, між цими подіями проходить від двох до п'яти років. На сьогоднішній день мають місце п'ять почесних президентів:
- 1. Лео Кестенберг, перший президент ІСМЕ, з ініціативи якого товариство було утворено,[2] обраний на конференції в Брюсселі в 1953 р.
- 2. Золтан Кодай, обраний на конференції в Будапешті в 1964 р.
- 3. Дмитро Кабалевський, обраний на конференції в Тунісі в 1972 р.
- 4. Френк Каллауей (Sir Frank Callaway),[3] обраний на конференції в Канберрі в 1988 р.

Нині живе почесний президент:
- 5. Ясухару Такахагі (Yasuharu Takahagi),[4] обраний на конференції в Куала-Лумпур в 2006 р.

З жовтня 2001 р. генеральним секретарем Ісмея є Джуді Тенелл (Judy Thönell).